# バーガース方程式
物理学、特に流体力学においてバーガース方程式（バーガースほうていしき、英: Burgers equation）とは、一次元の非線形波動を記述する二階偏微分方程式。

## 概要
方程式の名は、オランダの物理学者ヤン・バーガースに因む。
一次元のナビエ-ストークス方程式において、圧力を無視できる場合に相当する。
非線形な偏微分方程式であるが、コール・ホップ変換と呼ばれる変換にて、線形な拡散方程式に帰着させることができる。

## 方程式
時間変数t と空間変数x の関数u (x, t )についての非線形偏微分方程式
{\displaystyle {\frac {\partial u}{\partial t}}+u{\frac {\partial u}{\partial x}}=\nu {\frac {\partial ^{2}u}{\partial x^{2}}}}
をバーガース方程式という。ここで、定数ν>0は動的粘性率である。uuxの項は移流項、uxxは散逸項と呼ばれる。ν=0で散逸項がない場合、波の突っ立ちにより、解は多価関数となり、波の崩壊が生じるが、ν>0の場合には、散逸項により、崩壊が抑えられるため、波が伝播する。
バーガース方程式は非線形項uuxを持つ非線形偏微分方程式であるが、コール・ホップ変換（Cole-Hopf transformation）と呼ばれる変数変換
{\displaystyle {\begin{aligned}u&=-2\nu {\frac {\partial }{\partial x}}\log {\psi }\\&=-2\nu {\frac {\psi _{x}}{\psi }}\end{aligned}}}
によって、線形な拡散方程式
{\displaystyle {\frac {\partial \psi }{\partial t}}=\nu {\frac {\partial ^{2}\psi }{\partial x^{2}}}}
に帰着させることができる。